# Кэтрин Морланд
Кэтрин Морланд (англ. Catherine Morland) — главная героиня романа Джейн Остин «Нортенгерское аббатство» (1817), фигурирующая во всех экранизациях этой книги.

## Роль в сюжете
Кэтрин Морланд в книге Остин — семнадцатилетняя девушка. В детстве она «была шумной и озорной девочкой», но к 15 годам «начала завивать волосы…, её внешность улучшилась, лицо округлилось и посвежело, глаза стали более выразительными, а фигура — соразмерной. Она перестала быть грязнулей и научилась следить за собой, превратившись в опрятную и миловидную девушку». Кэтрин увлечена готическими романами и часто представляет себя героиней книг такого рода. В силу своего возраста она наивна, скромна, добродушна и плохо знает жизнь. В Бате Кэтрин знакомится с Генри Тилни, между героями возникает дружба, которая перерастает в любовь. Характер мисс Морланд постепенно меняется: она учится на своих ошибках и взрослеет.